# Dichochrysa vitticlypeus
Dichochrysa vitticlypeus là một loài côn trùng trong họ Chrysopidae thuộc bộ Neuroptera. Loài này được C.-k. Yang & X.-x. Wang miêu tả năm 1990.